# Towser
Towser (* 21. April 1963; † 20. März 1987) war die Hauskatze der schottischen Whiskydestillerie Glenturret.
Towser ist gemäß dem Guinness-Buch der Rekorde die „produktivste“ Katze aller Zeiten.  Sie soll in ihren knapp 24 Jahren Lebenszeit „geschätzte“ 28.899 Mäuse gefangen haben. Sie war langhaarig, ihr Fell wies ein Schildpattmuster auf.
Auf dem Gelände der Glenturret-Destillerie, die als die älteste noch produzierende Whiskydestillerie in Schottland gilt, ist ihr am Besucherzentrum ein Denkmal aus Bronze errichtet worden. Es trägt die Inschrift: Towser / 21 April 1963 - 20 March 1987 / Towser, the famous cat who lived in the still house, / Glenturret Distillery, for almost 24 years. / She caught 28,899 mice in her lifetime. / World mousing champion, Guinness Book of Records.